# Келкі (Мазовецьке воєводство)
Келкі (пол. Kiełki) — село в Польщі, у гміні Бабошево Плонського повіту Мазовецького воєводства.
Населення — 235 осіб (2011).
У 1975-1998 роках село належало до Цехановського воєводства.

## Демографія
Демографічна структура станом на 31 березня 2011 року:
|          | Загалом | Допрацездатний вік | Працездатний вік | Постпрацездатний вік |
| -------- | ------- | ------------------ | ---------------- | -------------------- |
| Чоловіки | 120     | 32                 | 74               | 14                   |
| Жінки    | 115     | 15                 | 65               | 35                   |
| Разом    | 235     | 47                 | 139              | 49                   |